# 지구조

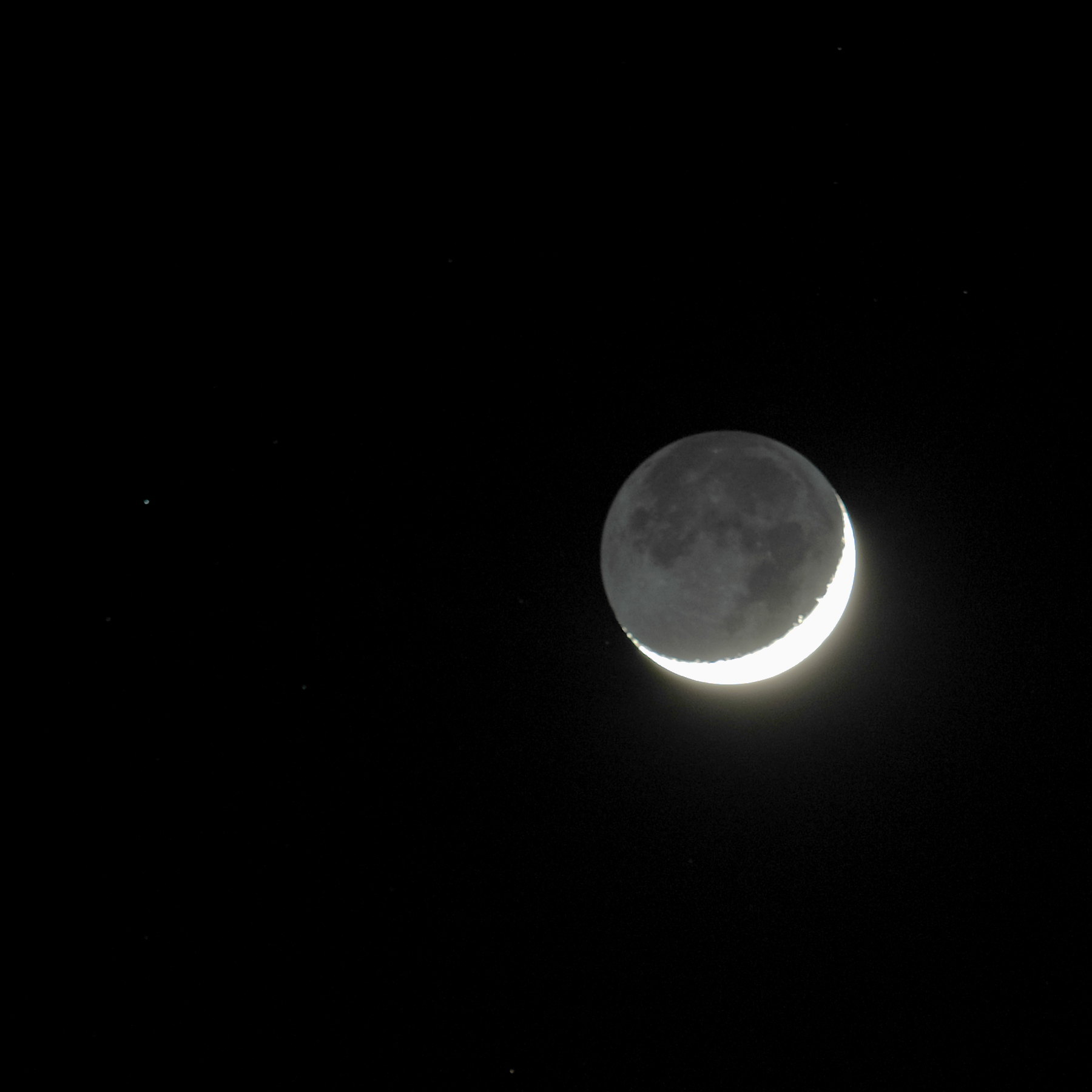
지구조에 의해 밝혀진 달의 어두운 면이 좁은 초승달(11퍼센트, 달의 나이 = 3.3일) 옆에서 재빛 달빛으로 보인다. 이 이미지는 봄 분점 직후 베를린에서 관측된 특히 가파른 황도와 함께 서쪽 저녁 하늘 20° 상공에서 촬영되었다. 왼쪽에는 양자리의 오미크론 아리에티스(37 Ari, 6.2등급) 별이 보인다.

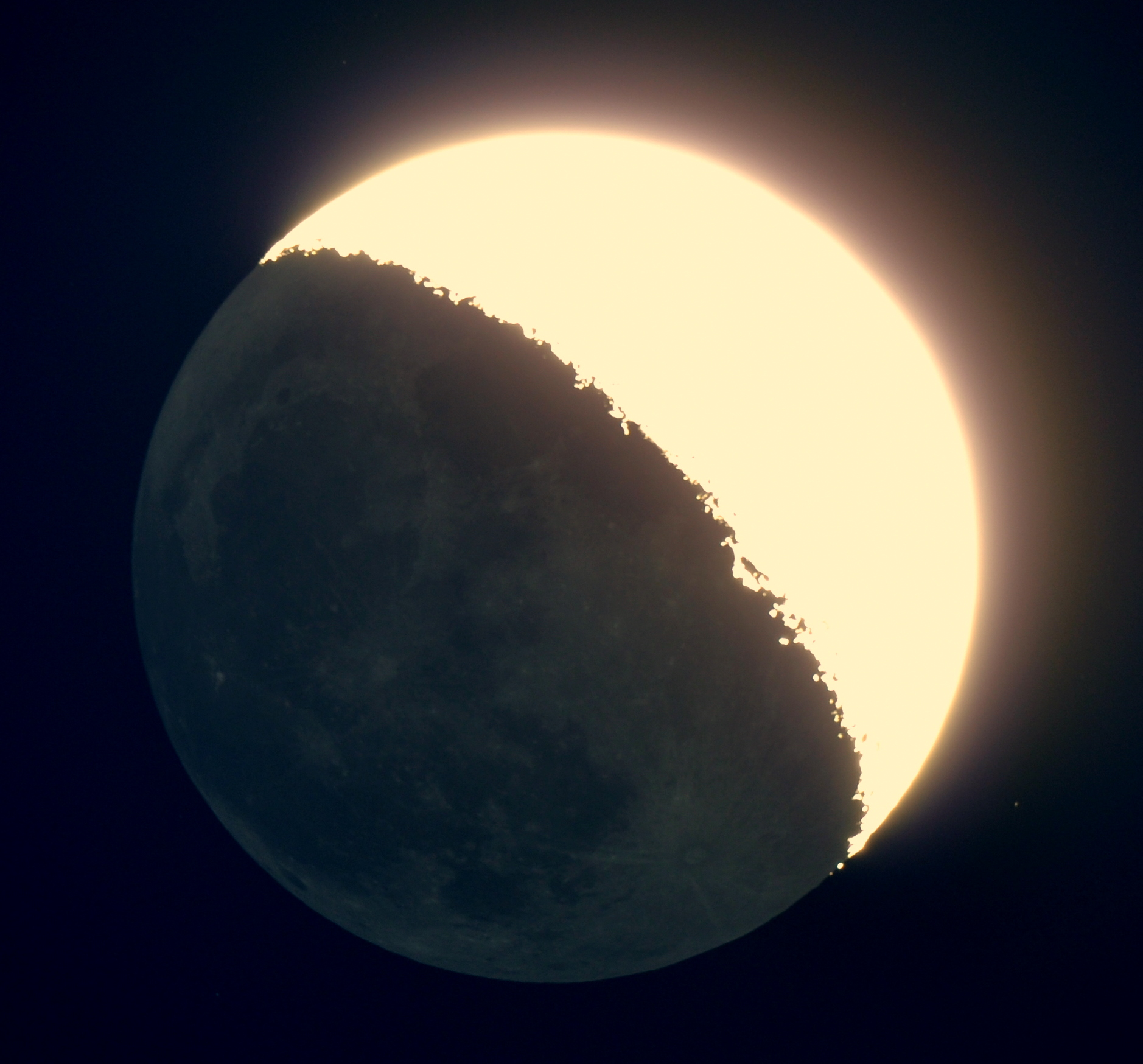
초승달 위상 동안, 달의 더 어두운 면은 지구에서 반사된 간접 태양광을 반사하는 반면, 다른 면은 직접 태양광을 반사한다.

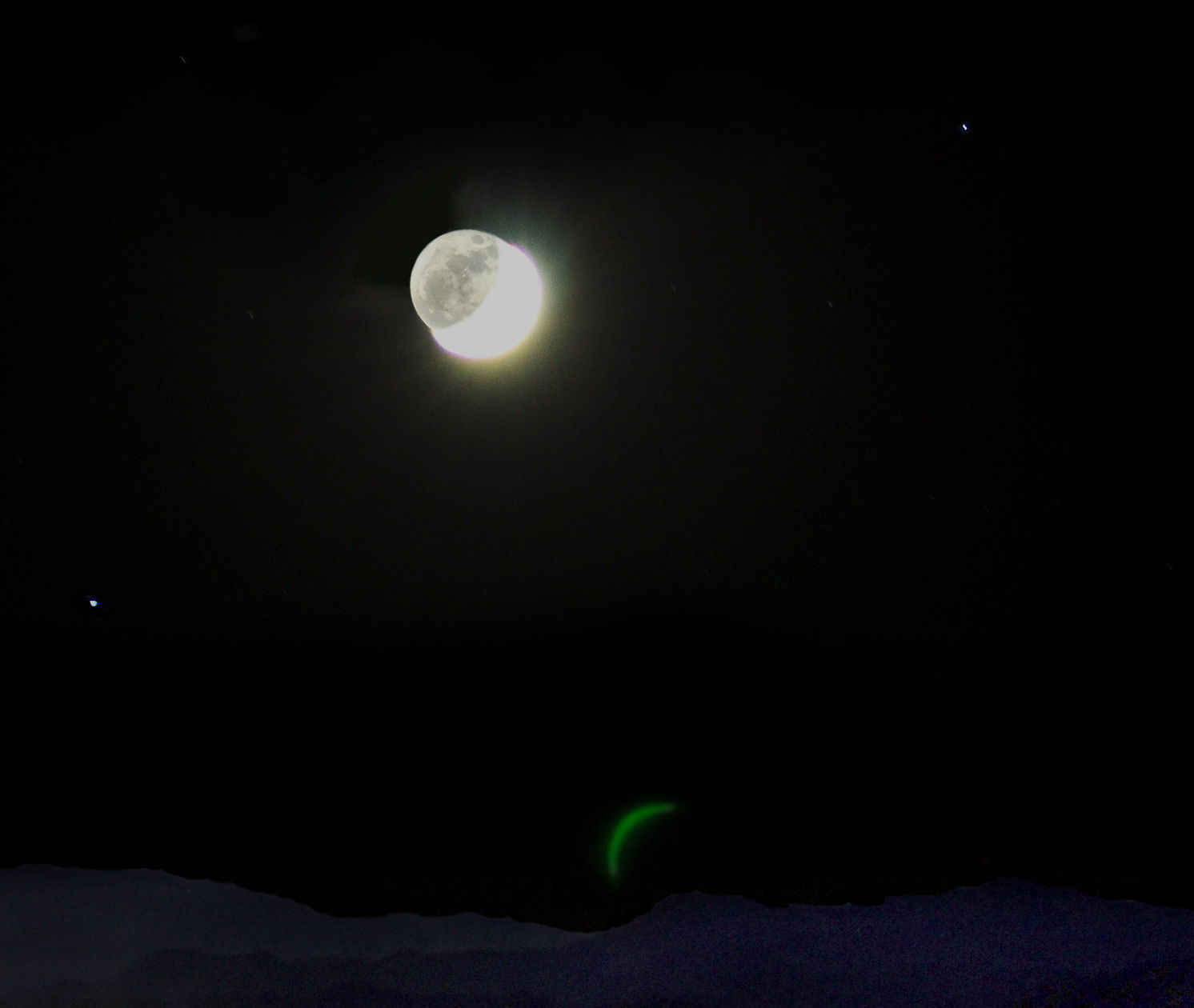
80mm 렌즈로 촬영한 초승달 사진으로, 10초간의 노출로 지구조를 드러내고 있다. 녹색의 고스트 현상은 렌즈에 장착된 UV 필터로 인해 발생했다.

지구조(地球照)는 행성조의 대표적인 예로, 지구의 표면과 구름에서 반사된 태양광의 확산 반사를 말한다. 지구광(地球光)으로도 알려진 지구조는 이러한 간접적인 태양광에 의해 달의 어두운 부분을 희미하게 밝히는 현상이다. 이는 또한 영어권에서 달의 '재빛'(ashen glow)이라고도 불린다. 영어권에서 초승달 시기에 나타나는 달의 지구조는 "새달의 품에 있는 옛달"이라고 불리며, 그믐달 시기에 나타나는 지구광은 "옛달의 품에 있는 새달"이라고 불린다.

## 시계
달에서 관측했을 때 지구조의 계산된 최대 겉보기 등급은 -17.7이다. 지구가 최대 위상일 때, 지구조에 의한 달 표면의 총 방사도는 약 0.15 W m−2이다. 이는 직접적인 태양광 방사도의 단 0.01%에 불과하다. 지구에서 관측했을 때 지구조의 계산된 최대 겉보기 등급은 -3.69이다.
이 현상은 달의 위상이 얇은 초승달일 때, 즉 신월 전후 며칠 동안의 밤(또는 천문학적 박명)에 지구에서 가장 잘 관찰된다. 이 시기에는 달 전체가 직접적으로 그리고 간접적으로 태양빛을 받아 불균일하게 밝아져 보인다. 지구조는 초승달 시기(서쪽 하늘)에는 해질 무렵에, 그믐달 시기(동쪽 하늘)에는 해뜨기 전에 가장 선명하게 관찰할 수 있다.
'지구광'이라는 용어는 달의 밤 동안 달에서 지구를 바라보는 관찰자나 우주선 내부에서 창밖을 바라보는 우주비행사에게도 적합할 것이다. 아서 C. 클라크는 1955년 그의 소설 《지구광》(Earthlight)에서 이러한 의미로 이 용어를 사용했다.
고대비 사진 기술을 통해 일식 동안 지구광에 의해 밝혀진 달의 어두운 면도 볼 수 있다.
또한 무선 주파수 전송은 달에서도 반사된다. 예를 들어 지구-달-지구 통신을 참조하면 된다.

## 역사
이 현상은 16세기에 레오나르도 다 빈치에 의해 스케치되고 언급되었다. 그는 이 빛이 지구의 바다에서 반사된 것이라고 생각했다(오늘날 우리는 구름이 바다보다 훨씬 더 많은 반사 강도를 차지한다는 것을 알고 있다).
지구조는 〈패트릭 스펜스 경의 발라드〉(The Ballad of Sir Patrick Spens, 차일드 발라드 58번)에서 "어제 저녁 늦게 새달을 보았네/ 그 품에 옛달을 안고 있었지"라는 구절로 언급되었다.

## 같이 보기
- 행성조
- 광원 목록
- 별빛
- 월광
- 햇빛
- 애센광